# أنجيلا سوندرز
أنجيلا سوندرز (بالإنجليزية: Angela Saunders)‏ هي عارضة وممثلة بريطانية، ولدت في 1977 في بروملي ‏ في المملكة المتحدة.

## وصلات خارجية
- أنجيلا سوندرز على موقع IMDb (الإنجليزية)